# Girabola 2010
La Girabola 2010 è stata la trentaduesima edizione del massimo campionato nazionale di calcio dell'Angola.
Si è aperto il giorno 19 febbraio 2010 e si è concluso il 31 ottobre 2010. Il torneo è stato vinto dal Grupo Desportivo Interclube, per la seconda volta nella storia del club. La classifica dei marcatori è stata vinta da Daniel Mpelempele, giocatore del Kabuscorp Sport Clube do Palanca, con 14 reti realizzate durante la stagione.

## Classifica finale
|                                                                         |     | Classifica Finale 2011 | G  | V  | N  | P  | GF | GS | DR  | Pti |
| ----------------------------------------------------------------------- | --- | ---------------------- | -- | -- | -- | -- | -- | -- | --- | --- |
| Campione d'Angola - Qualificata alla CAF Champions League               | 1.  | Interclube             | 30 | 17 | 4  | 9  | 45 | 20 | +25 | 55  |
| Qualificata alla CAF Champions League                                   | 2.  | Recreativo da Caála    | 30 | 16 | 7  | 7  | 40 | 25 | +15 | 55  |
| Qualificata alla CAF Confederation Cup                                  | 3.  | Primeiro de Agosto     | 30 | 14 | 9  | 7  | 43 | 26 | +17 | 51  |
|                                                                         | 4.  | Petro Atlético         | 30 | 14 | 8  | 8  | 36 | 21 | +15 | 50  |
|                                                                         | 5.  | Recreativo do Libolo   | 30 | 13 | 9  | 8  | 38 | 29 | +9  | 48  |
| Qualificata alla CAF Confederation Cup - Vincitrice Coppa d'Angola 2011 | 6.  | Aviação                | 30 | 13 | 7  | 10 | 29 | 30 | -1  | 46  |
|                                                                         | 7.  | Onze Bravos            | 30 | 12 | 9  | 9  | 38 | 33 | +5  | 45  |
|                                                                         | 8.  | Kabuscorp              | 30 | 11 | 10 | 9  | 39 | 33 | +6  | 43  |
|                                                                         | 9.  | Académica Soyo         | 30 | 11 | 9  | 10 | 39 | 35 | +4  | 42  |
|                                                                         | 10. | Benfica Luanda         | 30 | 11 | 6  | 13 | 34 | 39 | -5  | 39  |
|                                                                         | 11. | Cabinda                | 30 | 9  | 9  | 12 | 30 | 39 | -9  | 36  |
|                                                                         | 12. | Sagrada Esperança      | 30 | 8  | 11 | 11 | 28 | 35 | -7  | 35  |
|                                                                         | 13. | Santos                 | 30 | 8  | 9  | 13 | 27 | 42 | -15 | 33  |
| Retrocessa in Girangola (Seconda divisione)                             | 14. | Desportivo Huíla       | 30 | 8  | 8  | 14 | 31 | 42 | -11 | 32  |
| Retrocessa in Girangola (Seconda divisione)                             | 15. | Sporting Cabinda       | 30 | 7  | 4  | 19 | 19 | 36 | -17 | 25  |
| Retrocessa in Girangola (Seconda divisione)                             | 16. | Benfica Lubango        | 30 | 5  | 7  | 18 | 28 | 59 | -31 | 22  |

## Verdetti
- Interclube

Campione d'Angola 2010 - Qualificata alla CAF Champions League 2011.
- Recreativo da Caála

Qualificata alla CAF Champions League 2011.
- Primeiro de Agosto

Qualificata alla CAF Confederation Cup 2011.
- Aviação

Vincente Coppa d'Angola 2010 - Qualificata alla CAF Confederation Cup 2011.
- Desportivo Huíla,  Sporting Cabinda,  Benfica Lubango

Retrocesse in Girangola (Seconda divisione nazionale).

## Classifica marcatori
| Gol |  |  | Giocatore         | Squadra   |
| --- |  |  | ----------------- | --------- |
| 14  |  |  | Daniel Mpelempele | Kabuscorp |